# 통닭
통닭 또는 통닭튀김은 토막을 내지 않고 통째로 튀겨 익힌 대한민국의 닭고기 요리이다. 1970년대 스타일로 조리한 것을 옛날통닭으로도 부른다.

## 같이 보기
- 닭튀김
- 통닭구이